# 벨 파에세
벨 파에세(이탈리아어: Bel Paese)는 연질(semi-soft) 치즈이다. 이탈리아에서 치즈 판매 사업을 꾸리던 사업가 에기디오 갈바니가 1906년 발명했다. 이 이름은 안토니오 스토파니가 쓴 책의 이름을 따온 것으로 이탈리아를 가리키는 말 즉, 아름다운 국가라는 뜻이다. 
원래는 밀라노 인근의 작은 마을인 멜조에서 생산됐으나 지금은 미국에서도 생산된다. 우유로 만들며 6주-8주 동안 발효시켜서 우유 향이 약간 난다. 크림빛이 감도는 노란색을 띤다. 
버터와 같은 향이 나기 때문에 과일주나 포도주와 함께 먹는다. 과자나 후식용 치즈와 함께 먹으며 피자에도 자주 사용하는데 모차렐라 치즈 대용으로도 널리 쓰인다.